# Кам'янець-Подільська єпархія ПЦУ
Кам'янець-Подільська єпархія — єпархія ПЦУ в Хмельницькій області.

## Історія
15 грудня 2018 року на визнаному Вселенським патріархатом помісному соборі шляхом об'єднання українських православних юрисдикцій на ґрунті повної канонічної незалежності утворилася — Православна церква України.
4 квітня 2023 року міськрада Кам’янець-Подільського позбавила УПЦ МП права на користування землею в громаді.
2 лютого 2024 року рішенням Синоду ПЦУ утворена Кам'янець-Подільська єпархія. Правлячим архієреєм було обрано архієпископа Германа (Семанчука). Юрисдикція єпархії поширюється на територію Кам'янець-Подільського району, за винятком Закупненської, Чемеровецької та Гуківської територіальних громад, а також на Зіньківську, Солобковецьку та Віньковецьку громади Хмельницького району Хмельницької області. Тимчасовим кафедральним храмом було визначено храм святого апостола і євангеліста Іоана Богослова місті Кам'янець-Подільський. Юридично єпархія стала наступницею Хмельницької єпархії УАПЦ.
14 лютого 2024 року в єпархіальному храмі Богоявлення Господнього міста Кам'янець-Подільський відбулись збори духовенства Кам'янець-Подільської єпархії. Розпочалось засідання молебнем на закликання помочі Святого Духа перед початком усякого доброго діла, який очолив правлячий архієрей Високопреосвященнійший Герман (Семанчук), архієпископ Кам'янець-Подільський і Новоушицький у спів-служінні Преосвященного Марка, титулярного єпископа Дунаєвецького. Після вступного слова архіпастиря та знайомства з кліриками єпархії, було розглянуто актуальні питання церковного життя новоствореної єпархії, відбувся корисний і плідний обмін думками, після чого владика Герман звернувся до присутніх зі словами настанови, подякував духовенству за служіння й жертовну працю, за активну участь у загально церковному житті на благо Православної Церкви України.

## Кам'янець-Подільське (міське)
- благочинний протоієрей Сергій Литвинюк

### Громади
| № | Населений пункт          | Назва                                      | Адреса                   | Настоятель                   | Примітка |
| - | ------------------------ | ------------------------------------------ | ------------------------ | ---------------------------- | -------- |
| 1 | м. Кам'янець-Подільський | Храм св. ап. і євангелиста Івана Богослова | вул. Шевченка, 13        | прот. Юрій Матвєйцов         |          |
| 2 | м. Кам'янець-Подільський |                                            |                          | прот. Ігор Герій             |          |
| 3 | м. Кам'янець-Подільський | Храм Різдва Христового                     | вул. Татарська, 14       | прот. Марат Цішковський      |          |
| 4 | м. Кам'янець-Подільський | Храм св. ап. Петра і Павла                 | вул. Татарська, 9        | прот. Олександр Цісар        |          |
| 5 | м. Кам'янець-Подільський | Храм Вознесіння Господнього                |                          | прот. Ростислав Малишевський |          |
| 6 | м. Кам'янець-Подільський | Храм Богоявлення Господнього               | пл. Вiрменський Ринок, 4 | прот. Мар'ян Тиркус          |          |
| 7 | м. Кам'янець-Подільський | Храм Святителя Миколая Чудотворця          | пров. Миколаївський, 2   | прот. Сергій Литвинюк        |          |

## Кам'янець-Подільське районне l-го округу
- благочинний протоієрей Олександр Цісар

## Кам'янець- Подільське районне ll-го округу
- благочинний поротоієрей Іван Бугера

## Новоушицьке
- благочинний протоієрей Іван Кріль

## Кам'янець-Подільська єпархія Православної Церкви України (ПЦУ)
Перелік парафій, які змінили церковну юрисдикцію з УПЦ (МП) на ПЦУ з 2016 по 2024 роки в межах Кам'янець-Подільського району.
| №     | Населений пункт           | Район                 | Назва громади                                                | Дата переходу |
| ----- | ------------------------- | --------------------- | ------------------------------------------------------------ | ------------- |
| 1     | с. Нестерівці             | Кам'янець-Подільський | Церква святого Михайла                                       | 27.06.2016    |
| 2     | с. Харитонівка            | Кам'янець-Подільський | Церква святого Пантелеймона                                  | 27.06.2016    |
| 3     | с. Калиня                 | Кам'янець-Подільський | Церква Покрови Пресвятої Богородиці                          | 06.05.22      |
| 4     | с. Ходорівці              | Кам'янець-Подільський | Церква Святого Архистратига Михаїла                          | 15.05.22      |
| 5     | с. Маліївці               | Кам'янець-Подільський | Церква Різдва Іоанна Хрестителя                              | 29.05.22      |
| 6     | с. Слобідка-Кульчієвецька | Кам'янець-Подільський | Церква Святого Пророка Іллі                                  | 05.06.22      |
| 7     | с. Оленівка               | Кам'янець-Подільський | Церква Святого Дмитра                                        | 20.06.22      |
| 8     | с. Демшин                 | Кам'янець-Подільський | Церква святого Михайла                                       | 06.07.22      |
| 9     | с. Кульчіївці             | Кам'янець-Подільський | Церква Святого Архистратига Михаїла                          | 28.07.22      |
| 10    | с. Мала Побіянка          | Кам'янець-Подільський | Церква Святого великомученика Димитрія Солунського           | 08.08.22      |
| 11    | с. Колибаївка             | Кам'янець-Подільський | Церква Архистратига Михаїла                                  | 21.08.22      |
| 12    | с. Китайгород             | Кам'янець-Подільський | Церква Собору Пресвятої Богородиці                           | 11.11.22      |
| 13    | с. Лошківці               | Кам'янець-Подільський | Церква Покрови Пресвятої Богородиці                          | 16.01.23      |
| 14    | с. Супрунківці            | Кам'янець-Подільський | Церква Воздвиження Хреста Господнього                        | 09.03.23      |
| 15    | с. Руда                   | Кам'янець-Подільський | Церква Покрови Пресвятої Богородиці                          | 04.04.23      |
| 16    | с. Цвіклівці Перші        | Кам'янець-Подільський | Церква Святого великомученика Георгія Побідоносця            | 04.04.23      |
| 17 🟥 | м. Кам'янець-Подільський  | Кам'янець-Подільський | Кафедральний собор Олександра Невського                      | 08.04.23      |
| 18    | с. Боришківці             | Кам'янець-Подільський | Церква Ікони Божої Всіх Скорботних Радість                   | 03.05.23      |
| 19    | с. Баговиця               | Кам'янець-Подільський | Церква Різдва Пресвятої Богородиці                           | 14.05.23      |
| 20    | с. Морозів                | Кам'янець-Подільський | Церква Успіння Богородиці                                    | 19.05.23      |
| 21    | с. Підлісний Мукарів      | Кам'янець-Подільський | Церква Покрову Богородиці                                    | 19.05.23      |
| 22    | с. Абрикосівка            | Кам'янець-Подільський | Церква Святого Миколая                                       | 13.06.23      |
| 23    | с. Фурманівка             | Кам'янець-Подільський | Церква святих Косьми і Даміана                               | 15.06.23      |
| 24    | с. Песець                 | Кам'янець-Подільський | Церква Різдва Пресвятої Богородиці                           | 15.06.23      |
| 25    | с. Вербка                 | Кам'янець-Подільський | Церква св. вмч. Димитрія Солунського                         | 20.06.23      |
| 26    | с. Залісся Перше          | Кам'янець-Подільський | Церква Святого Архістратига Михаїла                          | 08.08.23      |
| 27    | с. Довжок                 | Кам'янець-Подільський | Церква Різдва Пресвятої Богородиці                           | 20.08.23      |
| 28    | м. Дунаївці               | Кам'янець-Подільський | Церква Святої Праведної Анни                                 | 25.10.23      |
| 29    | с. Вітківці               | Кам'янець-Подільський | Церква Воздвиження Хреста Господнього                        | 07.11.23      |
| 30    | м. Кам'янець-Подільський  | Кам'янець-Подільський | Церква Воздвиження Чесного і Животворчого Хреста Господнього | 13.12.23      |
| 31    | с. Ставище                | Кам'янець-Подільський | Церква Святого Михайла                                       | 10.03.24      |
| 32    | с. Сивороги               | Кам'янець-Подільський | Церкви Успіння Пресвятої Богородиці                          | 06.02.19      |
| 33    | м. Кам'янець-Подільський  | Кам'янець-Подільський | Церква Почаївської Ікони Божої Матері                        | 14.03.24      |

🟥 — парафія не перейшла (попри повідомлення про перехід) або повернулась в УПЦ МП